# ラホス・ビロ

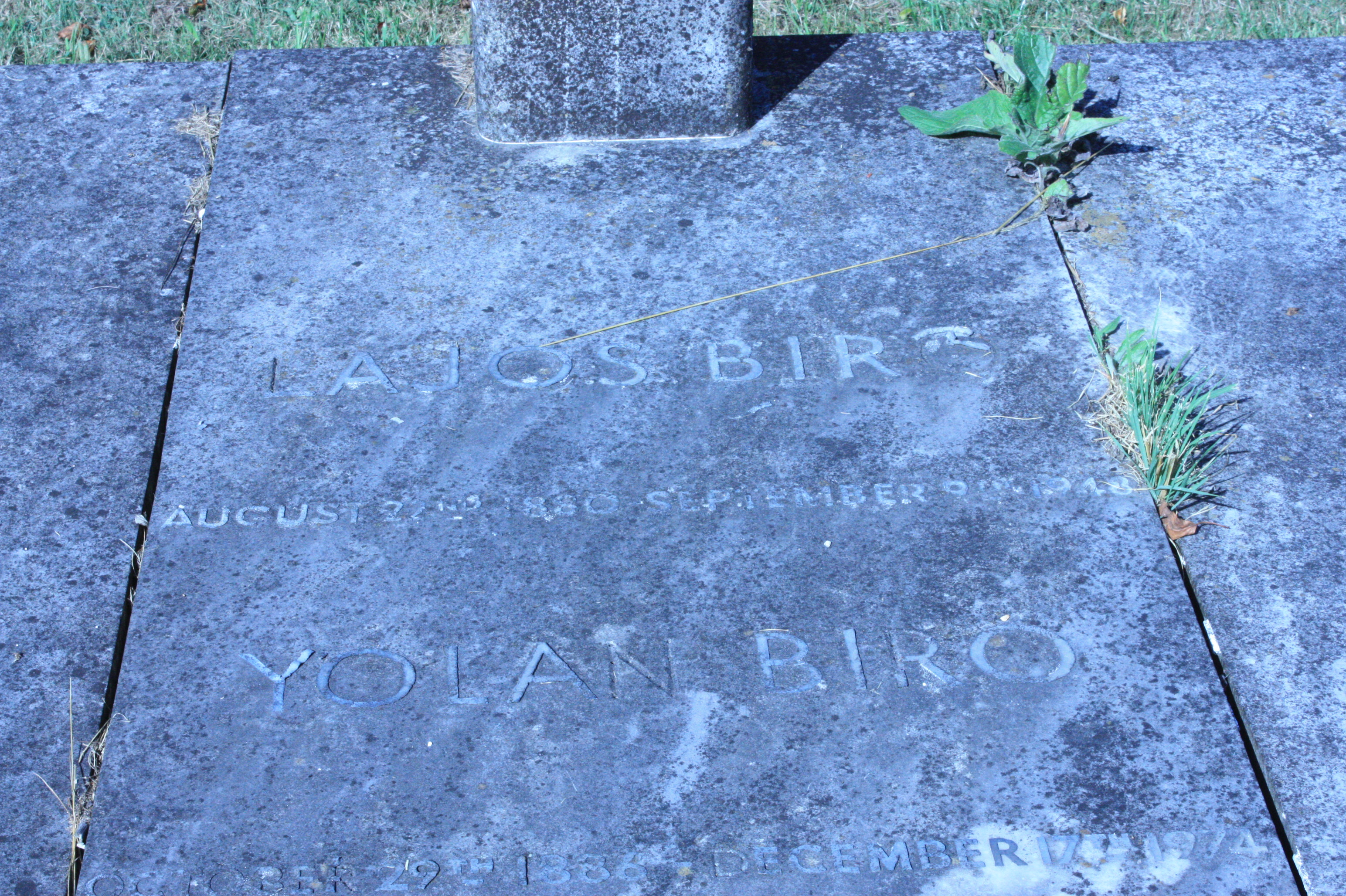
ロンドンのハムステッド・セメタリーにあるビロの墓

ラホス（ラヨシュ）・ビロ（Lajos Bíró, 1880年8月22日 - 1948年9月9日）は、ハンガリーの小説家、劇作家、映画脚本家である。1920年代初頭から1940年代末にかけて多くの映画の脚本を手がけた。オーストリア＝ハンガリー帝国のナジヴァーラド（現在のルーマニアのオラデア）で生まれ、後にイギリスに移ってアレクサンダー・コルダが運営するロンドン・フィルム・プロダクションズでシナリオ・チーフになる。アーサー・ウィンペリスとの共同脚本が多かった。1948年9月9日にロンドンで心臓発作で亡くなり、ハムステッド・セメタリーに葬られた。
『最後の命令』により第1回アカデミー賞原案賞にノミネートされた。

## 主なフィルモグラフィ
- The Prince and the Pauper (1920)
- A Vanished World (1922)
- Tragedy in the House of Habsburg (1924)
- 禁断の楽園 Forbidden Paradise (1924) 原作
- Eve's Secret (1925)
- A Modern Dubarry (1927)
- The Heart Thief (1927)
- 帝国ホテル Hotel Imperial (1927) 原作
- 肉体の道 The Way of All Flesh (1927)
- 最後の命令 The Last Command (1928) 原案
- Yellow Lily (1928)
- Night Watch (1928)
- 妖怪屋敷 The Haunted House (1928)
- Women Everywhere (1930)
- Michael and Mary (1931)
- Service for Ladies (1932)
- The Golden Anchor (1932)
- The Faithful Heart (1932)
- Strange Evidence (1933)
- ヘンリー八世の私生活 The Private Life of Henry VIII (1933)
- カザリン大帝 Catherine the Great (1934) 原作
- ドン・ファン The Private Life of Don Juan (1934)
- 紅はこべ The Scarlet Pimpernel (1934)
- コンゴウ部隊 Sanders of the River (1935)
- 幽霊西へ行く The Ghost Goes West (1935)
- 描かれた人生 Rembrandt (1936)
- 奇蹟人間 The Man Who Could Work Miracles (1936)
- 間諜 Dark Journey (1937)
- 鎧なき騎士 Knight Without Armour (1937)
- The Divorce of Lady X (1938)
- 太鼓 The Drum (1938)
- 四枚の羽根 The Four Feathers (1939)
- バグダッドの盗賊 The Thief of Bagdad (1940)
- 熱砂の秘密 Five Graves to Cairo (1943) 原作
- ロイヤル・スキャンダル A Royal Scandal (1945) 原作
- 理想の夫 An Ideal Husband (1947)